# Municipio de Ames
El municipio de Ames (en inglés: Ames Township) es un municipio ubicado en el condado de Athens en el estado estadounidense de Ohio. En el año 2010 tenía una población de 1183 habitantes y una densidad poblacional de 12,05 personas por km².

## Geografía
El municipio de Ames se encuentra ubicado en las coordenadas 39°24′30″N 82°0′18″O / 39.40833, -82.00500. Según la Oficina del Censo de los Estados Unidos, el municipio tiene una superficie total de 98.15 km², de la cual 97,71 km² corresponden a tierra firme y (0,45 %) 0,44 km² es agua.

## Demografía
Según el censo de 2010, había 1183 personas residiendo en el municipio de Ames. La densidad de población era de 12,05 hab./km². De los 1183 habitantes, el municipio de Ames estaba compuesto por el 92,73 % blancos, el 1,35 % eran afroamericanos, el 0,59 % eran amerindios, el 0,85 % eran asiáticos, el 0,25 % eran de otras razas y el 4,23 % eran de una mezcla de razas. Del total de la población el 1,27 % eran hispanos o latinos de cualquier raza.